# Nedløbsrefleks
Nedløbsrefleksen er essentiel for alle spædbørn, der får modermælk, da refleksen udløser mælkeudtømningen under amning. Mellem amninger fyldes mælkekirtlerne og de mindre mælkeudførselsgange med mælk. Udtømningen sættes i gang så snart barnets læber rører papillerne på brystvorten. Herfra sendes et nervesignal til hypothalamus, som giver hypofysens baglap besked på at frigøre hormonet oxytocin til blodbanen. Hormonet får bestemte celler (myo-epiteliale celler) i mælkegangene til at trække sig sammen, så mælken bliver skubbet ud i de større opsamlingsgange (sinus lactiferi). Herfra pumpes mælken mekanisk ud af sinus af barnets læber.